# 五島盛徳
五島 盛徳（ごとう もりのり）は、肥前国福江藩第11代（最後）の藩主。五島家31代当主である。

## 生涯
天保11年（1840年）6月17日、第10代藩主・五島盛成の三男として生まれた。兄の次郎吉や祥作らが早世したため、天保13年（1842年）に世子に指名された。安政2年（1855年）11月20日に元服し、12月16日に従五位下・近江守に叙位・任官する。安政5年（1858年）1月21日、父の隠居により家督を継いだ。
しかし生来から病弱で、実権はなおも隠居した父に握られていた。文久3年（1863年）に父の時代から始まっていた石田城の築城が完了している。
幕末期の中で次第に尊王討幕に傾き、慶応3年（1867年）10月に新政府より上京の命令を受けると、慶応4年（1868年）に上京して新政府に忠誠を誓った。このとき、新政府より海防強化のために分知していた富江領3000石の併合を許されたが、富江の領民による反対一揆が起きて併合に時間がかかり、明治2年（1869年）7月になってようやく果たしている。
それより1か月前の6月に版籍奉還によって福江藩知事に任じられた。明治3年（1870年）2月には職制改革を行なうなどしたが、明治4年（1871年）7月15日の廃藩置県で免職された。明治8年（1875年）11月11日、父に先立って死去した。享年36。

## 系譜
父母
- 五島盛成（父）
- 艶子 ー 牧田氏（母）

正室
- 鏡子 ー 酒井忠器の娘

側室
- 総子

子女
- 五島繁之助
- 五島盛主、生母は鏡子（正室）
- 鏡子